# سیارک ۲۳۳۲۷
سیارک ۲۳۳۲۷ (به انگلیسی: 23327 Luchernandez، نامگذاری:2001BE31) بیست و سه هزار و سیصد و بیست و هفتمین سیارک کشف شده‌است که در ۲۰ ژانویه ۲۰۰۱ کشف شد.
قدر مطلق سیارک برابر ۱۲.۳ است.